# كوثم
كَوْثم أو بروسية(الاسم العلمي: Brucea)، جنس نباتات من فصيلة السيماروبية. الاسم العلمي للجنس مهدى للباحث والمستكشف الاسكتلندي جيمس بروس.
يشتمل على الأنواع التالية (قد تكون هذه القائمة غير كاملة)
- Brucea antidysenterica قالب:Au
- Brucea bruceadelpha قالب:Au
- Brucea erythraeae قالب:Au
- Brucea guineensis قالب:Au
- Brucea javanica قالب:Au
- Brucea macrocarpa قالب:Au
- Brucea mollis قالب:Au
- Brucea tenuifolia قالب:Au
- Brucea tonkinensis قالب:Au
- Brucea trichotoma قالب:Au